# 6 Geminorum
6 Geminorum, som är stjärnans Flamsteed-beteckning, är en ensam stjärna belägen i den västra delen av stjärnbilden Tvillingarna och har även variabelbeteckningen BU Geminorum. Den har en högsta skenbar magnitud på 5,74 och är då svagt synlig för blotta ögat där ljusföroreningar ej förekommer. Baserat på parallaxmätning inom Hipparcosuppdraget på ca 0,7 mas, beräknas den befinna sig på ett avstånd på ca 5 000 ljusår (ca 1 400 parsek) från solen. Den rör sig bort från solen med en heliocentrisk radialhastighet på ca 27 km/s. Stjärnan ingår i Gemini OB1-föreningen.

## Egenskaper
6 Geminorum är en orange till röd superjättestjärna av spektralklass M1-2 Ia-Iab. Den har en massa som är ca 20 solmassor, en radie som är ca 670 solradier och utsänder från dess fotosfär ca 86 000 gånger mera energi än solen vid en effektiv temperatur av ca 3 800 K.
6 Geminorum är en halvregelbunden variabel som varierar från visuell magnitud +5,7 ner till +7,5 med en period av 325 dygn. Den har fått underklassificeringen Lc, vilket betyder "Oregelbunden variabel superjätte av sen spektraltyp med amplitud på ca 1 magnitud i VO".